# 花幻抄
宝塚舞踊詩『花幻抄』（かげんしょう）は宝塚歌劇団の舞台作品。15場。
雪組公演。作・演出は酒井澄夫。
併演作品は『恋さわぎ』と『スイート・タイフーン』。

## 公演期間と公演場所
- 1991年2月15日 - 3月26日　宝塚大劇場
- 1991年6月3日 - 6月28日　東京宝塚劇場

## スタッフ
※氏名の後ろに「宝塚」、「東京」の文字がなければ両公演共通
- 振付：花柳寿楽
- 作曲・編曲：寺田瀧雄、服部克久
- 編曲：吉田優子
- 音楽指揮：橋本和明（宝塚）、伊沢一郎（東京）
- 装置：石濱日出雄、関谷敏昭
- 衣装：中川菊枝、辻村ジュサブロー
- 照明：今井直次
- 小道具：上田特市
- 効果：川ノ上智洋
- 音響監督：松永浩志
- 太鼓指導：西川啓光
- 演出補：中村暁
- 演出助手：谷正純、木村信司
- 舞台進行：川口俊一
- 製作担当：柏原正一（東京）
- 制作：巽善明

## 主な配役

### 宝塚
- 鼓の女、花の美女 - 松本悠里
- 公達S①、若者、若き水神、若衆 - 杜けあき
- 公達S②、若者、素踊り、若衆 - 一路真輝
- 上﨟S、娘、きく、美女 - 鮎ゆうき
- 素踊りの男 - 真咲佳子
- 若者A - 飛鳥裕、古代みず希
- 侍女 - 野添さゆ紀
- 上﨟A、娘 - 小乙女幸、美月亜優
- 娘 - 早原みゆ紀
- 公達A、素踊りの男 - 海峡ひろき、高嶺ふぶき、轟悠
- 若者 - 和光一
- 公達、若者 - 和央ようか
- トリオの歌手、かげソロ - 秋野さとみ
- 美女 - 五峰亜季

- 上﨟A、美女 - 五条まい

- カゲソロ、小坊主 - 純名里沙
- 娘S - 城火呂絵
- 娘A - 舞千鶴、高ひづる

### 東京の変更点
第二場 童
- 女雛 - 珠まどか
- 女童(Wトリオ) - 朱未知留、加茂うらら、渚あき、美穂圭子、花彩ひとみ、純名里沙

第七場 粋
- 深川の男 - 杜けあき
- 深川の女 - 松本悠里

## 主な楽曲
- 花幻抄
- 花の舞拍子
- 祭りだ祭りだ
- 恋
- 花夢幻

## 関連
- 花夢幻